# Gilbert Ducher
Gilbert Ducher est un poète du XVIe siècle, membre du cercle humaniste lyonnais avec Nicolas Bourbon, Jean Visagier, François Rabelais, Étienne Dolet et Maurice Scève.

## Biographie
Originaire d'Aigueperse, on connaît très peu d'éléments sur sa vie. 
Éditeur des Épigrammes de Martial (1526), il entre en 1537 au service de François Lombard, intendant du roi du roi pour le Bugey. Il est connu pour ses propres Épigrammes publiées, en latin,  en 1538.